# 蝙蝠吃香蕉
《蝙蝠吃香蕉》是一首至今在泰国非常流行的传统音乐，作者未知；全曲分为3段，节奏紧凑，戏剧性的冲动部分引起欢乐的情绪。
此外，有许多人认为这首曲子旋律源自于大城王朝。

## 相关
- 泰语书写手游使用此曲作为游戏的BGM。
- 泰国电视剧《金鱼》第一集中曾引用这首曲子作为开场曲[5]。
- Mocca Garden的歌曲《我爱泰国》中曾引用此曲作为间奏。
- 柬埔寨女歌手多斯·孙妮丝（英语：Touch Sunnix）曾演唱过《蝙蝠吃香蕉》的高棉语填词版本，名为《不要说谎》（កុំកុហក់）。